# Гуков, Василий Сафонтьевич
Василий Сафонтьевич Гуков (1921—1943) — подпольщик Великой Отечественной войны, участник антифашистской организации «Молодая Гвардия».

## Биография
Василий Гуков родился 15 марта 1921 года в городе Краснодоне. После смерти матери — Клавдии Карповны — заботы о семье легли на плечи отца[значимость факта?].
Окончил школу с отличием, получив специальность слесаря по ремонту железнодорожных вагонов и поработав уже на шахте, потом — вернулся в Краснодон и работал в маркшейдерском отделе треста «Краснодонуголь».
6 января 1943 года Василий Гуков был арестован и подвергнут жестоким пыткам.
15 января сброшен в шурф шахты № 5.
Похоронен в братской могиле героев на центральной площади города Краснодона.

## Награды
Гуков Василий награждён не был[значимость факта?].